# Ольсен, Андре
Андре́ О́льсен (фар. André Olsen ; род. 23 октября 1990 года в Тофтире, Фарерские острова) — фарерский футболист, полузащитник.

## Карьера
Андре — воспитанник «Б68». В 2005 году он впервые появился на скамейке запасных этой команды. Но дебютировал Андре в составе «Б68» только в 2007 году и сразу стал одним из самых полезных игроков, забив за свой дебютный сезон восемь голов. В трёх последующих сезонах он оставался одним из ключевых игроков команды, однако забивал гораздо реже. Но в 2011 году молодой игрок повторил своё достижение, восемь раз за сезон поразив ворота соперников. В 2012 году Андре оставался одним из важнейших игроков клуба, но несмотря на все усилия футболистов «Б68» вылетел из премьер-лиги. В 2013 году Андре перебрался в «Викингур».

## Карьера в сборной
В 2012 году Андре Ольсен провёл четыре матча за молодёжную сборную Фарерских островов.

## Достижения
- Победитель первого дивизиона (2): 2005, 2007